# Stal (bouwwerk)

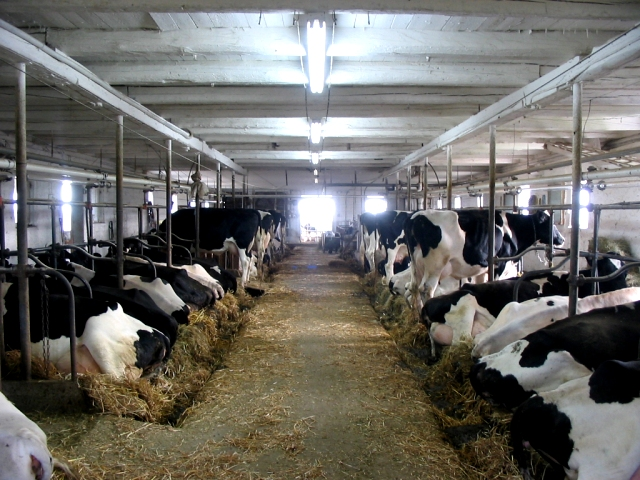
Koeien in een grupstal

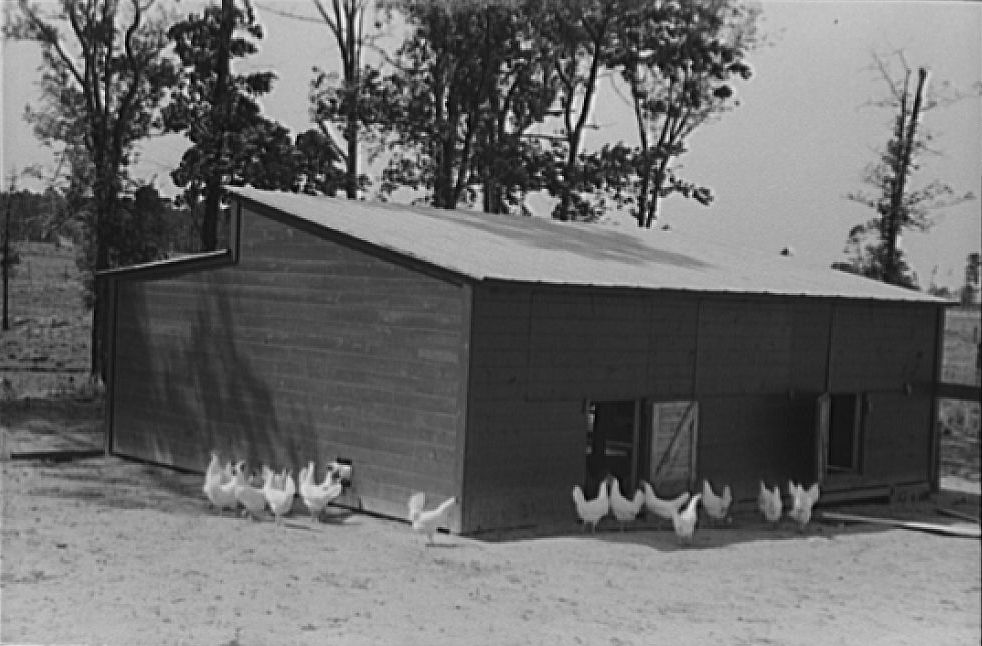
Een kippenhok

Een stal is een overdekte plaats waar dieren, in het bijzonder vee, gehuisvest worden.
Er zijn verschillende soorten stallen:
- Beddenstal
- Fokstierstal
- Grupstal, oud type stal voor rundvee
- Kalverbox
- Kippenhok
- Ligboxenstal of loopstal, waarin het vee vrij kan rondlopen
- Melkstal of draaimelkstal, waarin de koeien worden gemolken
- Opfokstal
- Paardenstal kan als 'paardenbox' of als 'paardenstand' voorkomen
- Potstal, een oud type stal voor schapen en rundvee. Nu weer in gebruik bij de biologische veeteelt.
- Schaapskooi
- Wachtstierstal

Meestal bevindt de stal zich naast of in een boerderij. Vroeger waren er bij een kasteel ook stallen.
In Nederland waren er in de periode tussen 2012 en 2020 jaarlijks gemiddeld 37 stalbranden, waarvan 17 met dierlijke slachtoffers. Daarbij overleden gemiddeld 143.000 dieren per jaar, in totaal bijna 1,3 miljoen.

## Trivia
- Met een 'zwijnenstal' of Augiasstal wordt een niet opgeruimde of smerige kamer vol rommel bedoeld.
- De stal werd in de zomer, als het vee in de wei stond, ook wel zomerstal genoemd.